# Karl Ludwig Michelet
Karl Ludwig Michelet (originalmente Charles-Louis Michelet; nacido el 4 de diciembre de 1801 en Berlín; fallecido el 15 de diciembre de 1893) fue un filósofo alemán.

## Biografía
Michelet procedía de una familia de pañeros de origen hugonote establecida en Berlín. Su padre, Louis Michelet (1775–1841), fue copropietario y posteriormente, gracias a su matrimonio con la madre de Karl Ludwig, Victoire Girard (1777–1831), el único dueño de la fábrica de sedas Girard & Michelet.
Tras estudiar en el Französisches Gymnasium de Berlín, en 1819 inició Michelet la carrera de Derecho en la Universidad Humboldt de Berlín. Allí asistió a las lecciones de los juristas Friedrich Carl von Savigny, August von Bethmann-Hollweg y Carl Wilhelm von Lancizolle, pero muy pronto también a las lecciones de Teología de Schleiermacher y a las de Lógica y Filosofía del Derecho de Hegel, que se convirtió en el modelo de Michelet. En 1822, se presentó al primer examen estatal de Derecho y después escribió su tesis doctoral con Hegel, que presentó en 1824. Una vez superado el examen para poder dar clases, enseñó en el Französischen Gymnasium desde 1825 hasta 1850. Tras la habilitación en 1826, fue nombrado profesor extraordinario de Filosofía en la Universidad de Berlín, posición que mantuvo hasta 1874.
Ejerció influencia, sobre todo, en lo relativo a la difusión de la filosofía hegeliana. Reconstruyó y editó las Lecciones sobre la historia de la filosofía de Hegel sobre la base de apuntes de los alumnos y papeles manuscritos del filósofo. Formó parte (junto a Ludwig Boumann, Fritz Förster, Eduard Gans, Karl von Hegel, Leopold von Henning, Heinrich Gustav Hotho, Philipp Marheineke, Karl Rosenkranz y Johannes Schulze) de la Verein von Freunden des Verewigten («Unión de amigos del inmortalizado», esto es, de Hegel, fallecido en 1831), sociedad que editó, entre 1832 y 1845, la Vollständige Ausgabe («edición completa») de las obras de Hegel, y, de 1860 a 1866, fue redactor de la revista hegeliana Der Gedanke (El pensamiento). Entre sus alumnos se cuentan David Friedrich Strauss y August Cieszkowski, con el que fundó en 1843 la Philosophische Gesellschaft zu Berlin (Sociedad.Filosófica de Berlín).
Michelet murió a la edad de 92 años. Supuestamente, su tumba se encuentra en el Französischer Friedhof (Cementerio Francés) I de Berlín o bien en el II. 

## Obras
Su primera obra importante fue el System der philosophischen Moral (Berlín, 1828), un examen de la teoría ética de la responsabilidad. En 1836 publicó en París un tratado sobre la Metafísica de Aristóteles, escrito en francés, que fue coronado por la Académie des Sciences Morales et Politiques. También escribió otros dos tratados sobre Aristóteles: Nikomachische Ethik (2ª ed., 1848) y Die Ethik des Aristoteles in ihrem Verhältniss zum System der Moral (1827). Donde mejor expresa su posición filosófica es en sus Vorlesungen über die Persönlichkeit Gottes («Lecciones sobre la personalidad de Dios», 1841) y Die Epiphanie der ewigen Persönlichkeit des Gottes («La epifanía de la personalidad eterna de Dios»). La teología filosófica desarrollada en estas obras se ha descrito como un «espiritualismo neocristiano».
Entre sus demás publicaciones, pueden mencionarse: Geschichte der letzten Systeme der Philosophie in Deutschland von Kant bis Hegel («Historia de los últimos sistemas de filosofía en Alemania de Kant a Hegel», 1837-1838), Anthropologie und Psychologie (1840), Esquisse de logique (París, 1856), Naturrecht oder Rechtsphilosophie («Derecho natural o Filosofía del derecho», 1866); Hegel der unwiderlegte Weltphilosoph («Hegel, el no refutado filósofo universal», 1870), Wahrheit aus meinem Leben (1886).